# Iwan Jeriomin
Iwan Andriejewicz Jeremin (ros. Иван Андреевич Еремин; ur. 8 grudnia?/21 grudnia 1902 we wsi Wasiauskoje w guberni twerskiej, zm. 20 sierpnia 1963 w Moskwie) – inżynier mechanik, radziecki działacz gospodarczy, dyplomata.

## Życiorys
Ukończył Leningradzki Instytut Techniczny, przez dwa lata uczęszczał na Instytut Politechniczny im. Kalinina w Leningradzie, ukończył Massachusetts Institute of Technology w Cambridge (1931–1934). Pracował w Zakładach Produkcji Turbin w Leningradzie (1934–1935), w radzieckiej spółce handlowej Amtorg w Nowym Jorku, jako dyrektor działu Maszynoimportu (1936–1937), w centrali handlu zagranicznego Maszynoeksport w Moskwie (1937–1942), m.in. jako jej wiceprezydent (1937–1941), następnie prezydent (1941–1942). Pełnił funkcję naczelnika wydziału sprzętu energetycznego i członka Radzieckiej Komisji Zamówień Rządowych w Stanach Zjednoczonych, z siedzibą w Waszyngtonie (1942–), wiceprzewodniczącego (1944), następnie jej przewodniczącego (1946–1948). Był też przedstawicielem handlowym ZSRR w Chinach (1955–1961). Pochowany na cmentarzu Nowodziewiczym w Moskwie.